# 셀크남어
셀크남어(Selk'nam) 또는 오나어(Ona)는 티에라델푸에고섬의 원주민인 셀크남족(오나족)의 언어이다. 북부의 테우엘체어 등과 연관되어 촌어족을 이루는 것으로 추정된다.
19세기 말 셀크남족에 대한 대량학살과 전염병의 확산으로 그 인구의 95% 이상이 죽었고, 남은 인구도 전통을 유지하지 못하게 되면서 급격히 사멸에 가까워져 갔다. 한편 학살 이전에 José María Beauvoir 신부가 셀크남어를 연구하고 보존한 덕에 그 언어의 대략적 모습은 알 수 있다.
마지막 셀크남어 모어화자로 추정되는 Ángela Loij가 1974년도에 사망했으며, 이외에 유창한 화자 한명이 80년대까지 살아있었다는 보고가 있다. 다만 2014년에 화자 2명이 살아있는 것으로 확인되었다는 주장이 있다.

## 같이 보기
- 셀크남족
- 촌어족
- 테우엘체어